# Estreito de Sannikov

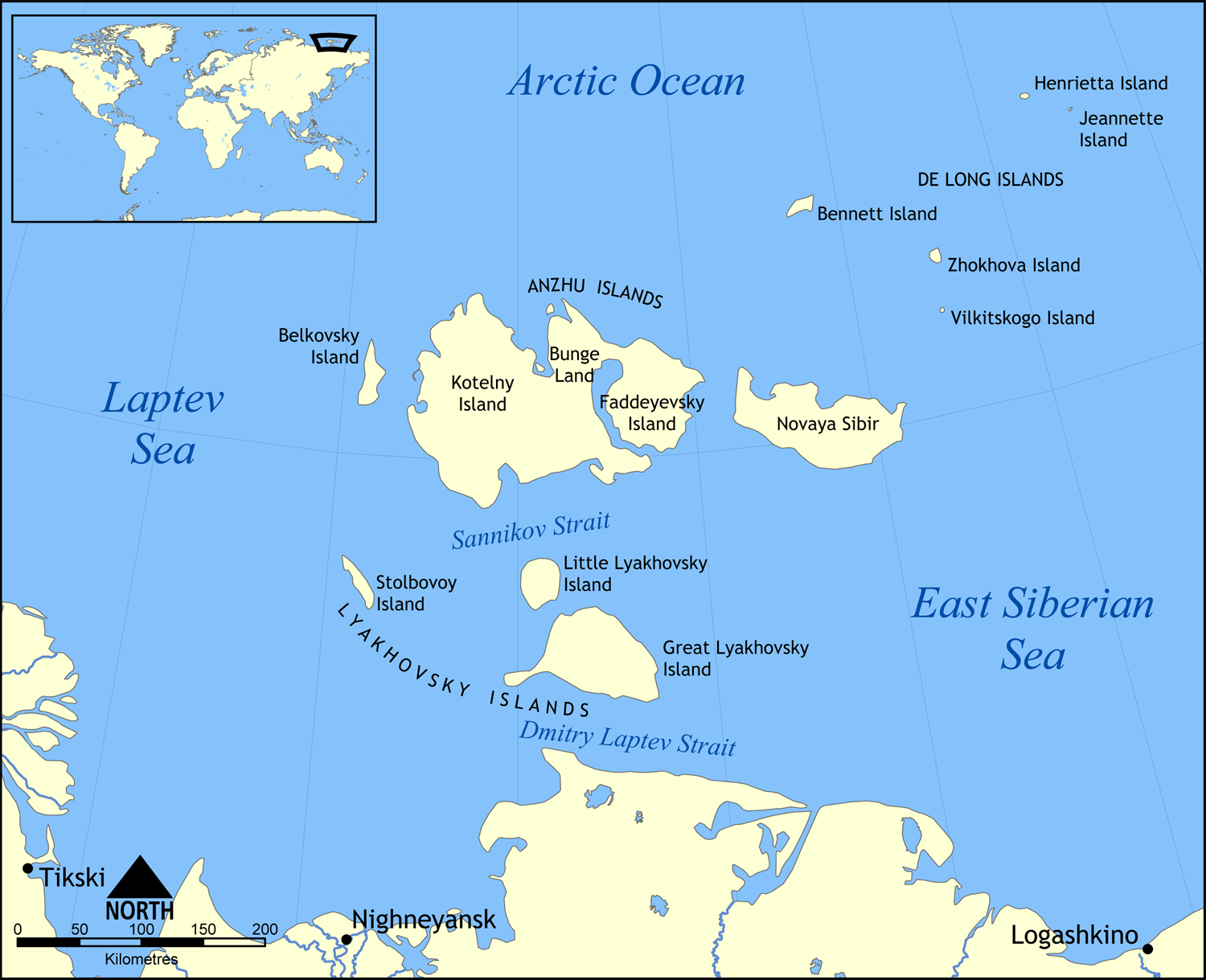
Mapa do arquipélago da Nova Sibéria mostrando a localização do Estreito de Sannikov

O estreito de Sannikov  (em russo:   пролив Санникова; proliv Sannikova) é um estreito situado nas costas siberianas do Ártico,  que separa as águas do mar de Laptev, a oeste, das do mar Siberiano Oriental, a leste.
Administrativamente, toda a zona pertence à República de Sakha (Iakútia) da Federação Russa.
Tem o seu nome em homenagem ao explorador russo do Ártico, Yakov Sannikov (1780-depois de 1812), um dos exploradores das ilhas da Nova Sibéria.

## Geografia
O estreito de Sannikov separa dois grupos de ilhas do arquipélago da Nova Sibéria: a norte as ilhas Anzhu e a sul as ilhas Lyakhovsky. Em concreto, o estreito, com uma largura de 50 km, separa a ilha Kotelny, a norte, da ilha Pequena Lyakhovsky, a sul.
O mar de Laptev e o mar Siberiano Oriental estão também ligados por outro estreito, o estreito de Laptev, localizado mais a sul, entre a ilha Grande Lyakhovsky e o continente asiático. 